# Торонтский трамвай

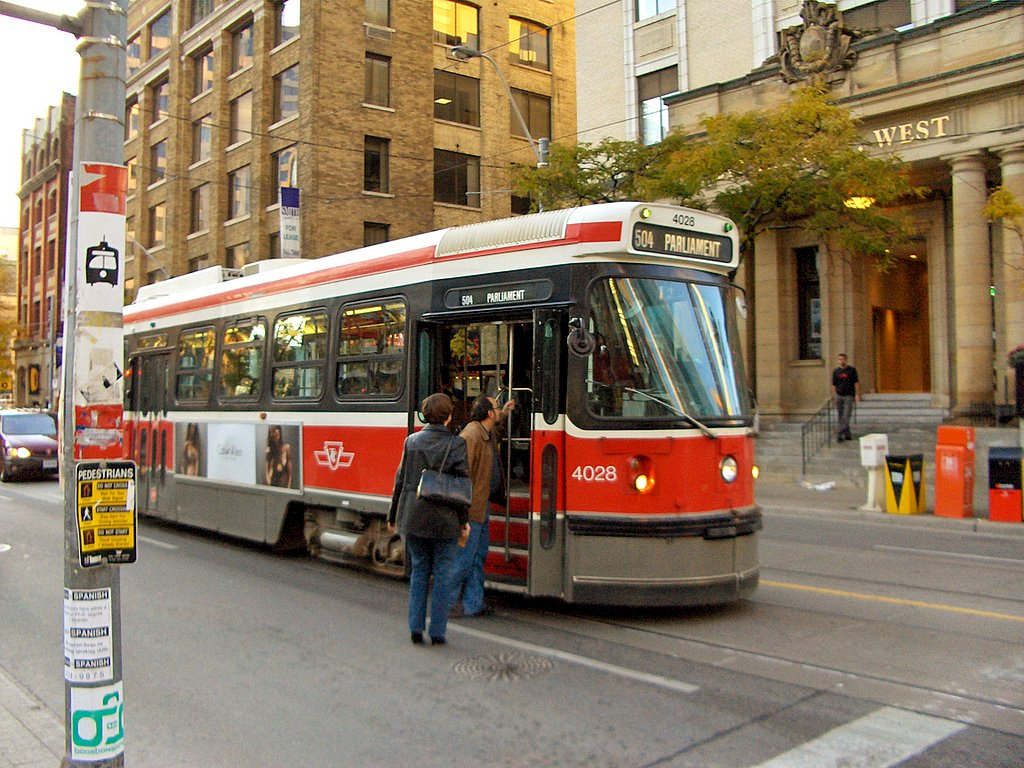
Трамвай в Торонто

Торо́нтский трамва́й появился в 1891 году.

## История первого трамвая
История торонтского трамвая началась с покупки частной компанией Toronto Railway Company 30-летней франшизы на предоставление трамвайных услуг в черте города. Компания закупала вагоны, а также самостоятельно строила их и прокладывала новые линии. Некоторые из них были проложены до городских окраин.
Примерно к 1910 году, многие деревни и городки, прилегающие к Торонто, были им поглощены, и соответственно теперь Toronto Railway Company (TRC) должна была там тоже строить трамвайные линии. Но на неоднократные требования города построить там линии TRC отвечала отказом. Дело дошло до того, что город подал на компанию в суд, но к разочарованию города, суд признал, что TRC вправе отказаться от постройки новых линий.
К концу 1910 года город начал готовиться к самостоятельному строительству трамвайных линий в новых районах, и 1 января 1911 был проведён референдум, на котором горожан просили проголосовать за или против организации муниципальной трамвайной компании. Горожане были за, и в 1911 году компания была основана под названием Toronto Civic Railways (TCR).
В общей сложности с 1912 по 1921 год было построено 5 линий, из которых между двумя была непосредственная пересадка, а две других были связаны служебной линией, 5 линия была изолированной. Для того, чтобы можно было передавать вагоны из парка в парк, линии были проложены не по стандартной колее (1435 мм), а по колее TRC — 1495 мм. Город заключил договор с TRC, позволяющий перемещать вагоны между парками в ночное время. 
Город получил право выкупить TRC по истечении франшизы. К моменту постройки пятой муниципальной линии в 1917 году, в городе было 9 независимых трамвайных систем, каждая из которых взимала свою оплату: 4 из них были не связанные линии TCR, также было 3 не связанных маршрута Toronto & York Radial Railway, которые шли в пригороды; существовала и ещё одна пригородная система — Toronto Suburban Railways. Пассажиры платили от 2 до 15 центов, чтобы проехать по городу. Видя всё это, городской совет решил выкупить TRC, и 1 января 1920 года жители Торонто устроили голосование на эту тему. Предложение было выкупить TRC и заодно все остальные трамвайные компании и учредить транспортный комитет, который будет следить за всеми транспортными перевозками в городе и которым будут управлять трое назначенных горсоветом горожан. Городской транспортный комитет взял под контроль все линии TRC 31 августа 1921 года, когда истёк срок франшизы. Хозяева TRC сначала заявили городу, что они готовы продать всё за 32 миллиона, но мэр им на это возразил, что предложенная цена очень высока — и их компания этого не стоит. Он заявил, что с удовольствием купит TRC за 12 миллионов, и после долгих препирательств хозяева поняли, что они больше не смогут получить, и согласились продать TRC за предложенную сумму. К 1923 году ТТК также приобрел остальные трамвайные компании, и соответственно абсолютно все транспортные перевозки в городской черте (а также и пригородные) стали предоставляться ТТК.
1 января 1954 года был образован Metropolitan Toronto, состоящий из 6 прилегающих к друг другу городов: Toronto, York, East York, North York, Etobicoke и Scarborough. Все составляющие Metropolitan Toronto города сохранили свои советы и прочую инфраструктуру, но полицейские и пожарные части всех городов были объединены, также ТТК теперь стал представителем транспортных услуг на территории всего Metropolitan Toronto. 1 июля 1954 года ТТК поглотил маршруты и автобусы четырёх частных автобусных компаний, которые имели маршруты за пределами «старого» Toronto. Тогда же транспортный комитет переименовали из Toronto Transportation Commission в Toronto Transit Commission.

## Трамвайная сеть сегодня
Сеть трамвайных маршрутов охватывает центр города, а также не очень отдалённые восточные и западные окраины. Некоторые трамвайные линии параллельны линии метро Bloor and Danforth. Трамвайные маршруты, как правило, прямолинейны, и в них очень легко ориентироваться. Нумеруются они с 501-го по 512-й. Работают с 6 утра до 12 ночи, однако маршрут 501 ночью становится 301-м. 
На некоторых линиях конечные подземные станции интегрированы со станциями метро. Это позволяет пассажирам трамвая пересаживаться на метро бесплатно. У маршрутов 510 и 509 есть даже один подземный перегон (с конечной у железнодорожного вокзала). Трассы некоторых трамвайных маршрутов Торонто обособлены (например, линия 510-го маршрута, проходящая по улице Spadina).